# Amt Liedberg

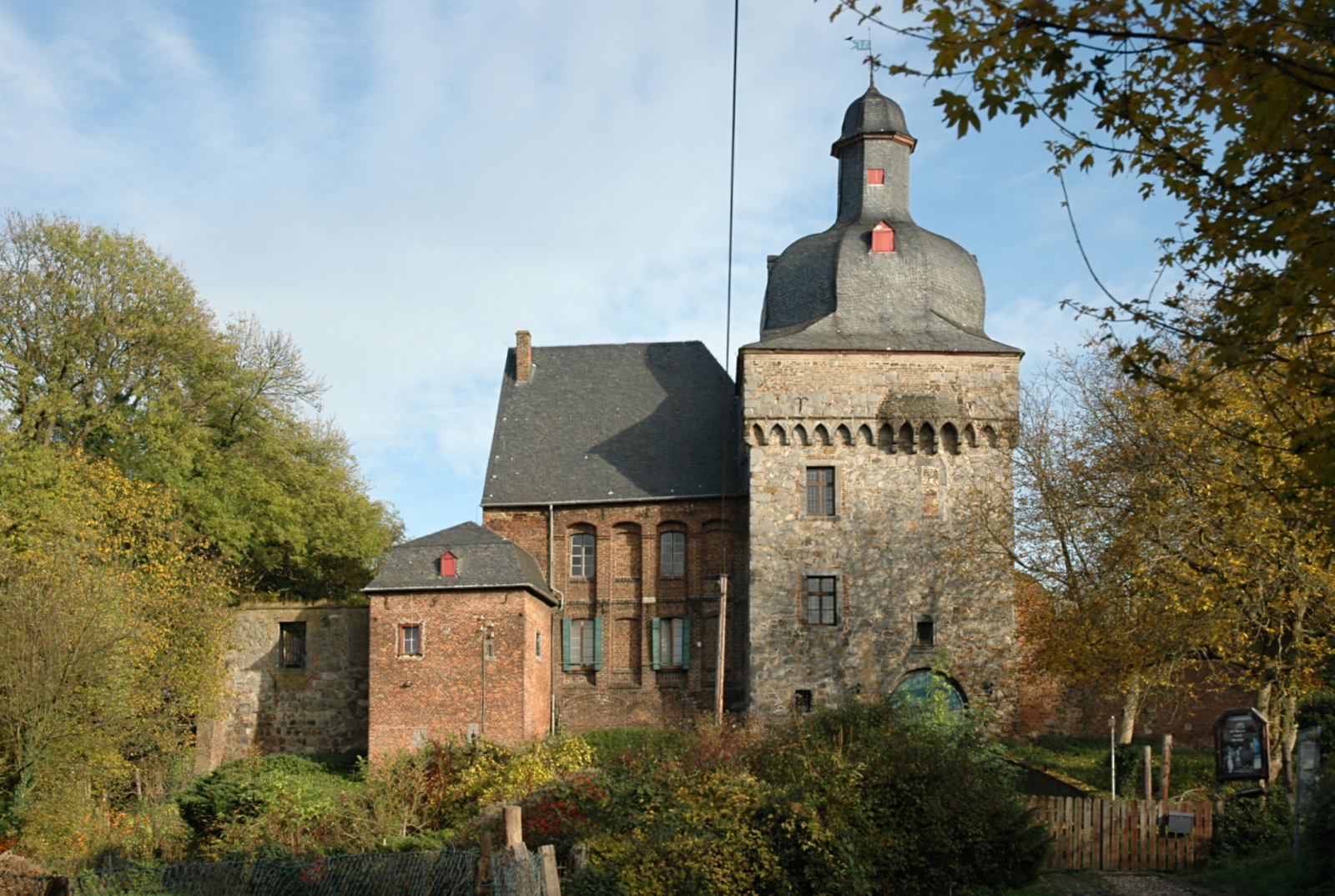
Schloss Liedberg von Westen

Das Amt Liedberg war eine Verwaltungseinheit des Kurfürstentums Köln, die von Mitte des 13. Jahrhunderts bis zum Ende des 18. Jahrhunderts bestand. Ihr Zentrum war der Ort Liedberg (heute ein Ortsteil der Stadt Korschenbroich im Rhein-Kreis Neuss). Nach der Inbesitznahme des Linken Rheinufers durch französische Revolutionstruppen 1794 wurde das kurkölnische Amt Liedberg aufgelöst und eine Zivilverwaltung für die besetzten Gebiete durch die französischen Behörden eingerichtet.

## Herrschaft und Grafschaft Liedberg
Liedberg war im 12. Jahrhundert eine Grafschaft mit einem großen von Liedberg abhängigen Siedlungsgebiet, welche größtenteils im Nievenheimer Gau lag bzw. mit diesem identisch war. Rechte wie Hochgerichtsrechte an vielen Orten und Vogteirechte sowie das Waldgrafenamt (Aufsichtsrecht) über ausgedehnte Waldungen an Niers und Niederrhein stärkten die Macht der Grafen bzw. Herren von Liedberg. Stammsitz war die auf dem Liedberg errichtete Burg, von der heute noch der Burgfried erhalten ist. Die Grafschaft Liedberg wurde jedoch bereits vor dem 12. Jahrhunderts durch Erbteilung zerrissen. Bei einer weiteren Erbteilung zwischen den Töchtern des Grafen Hermann von Liedberg im Jahre 1166 fiel der nördliche Teil mit Schloss Meer an Hildegund, der südliche mit Burg Liedberg an Elisabeth, die mit dem Grafen Gerhard I. von Randerath verheiratet war. Vier Generationen blieb Liedberg beim Hause Randerath, bis es aus bisher nicht bekannten Gründen um 1267 in den Besitz des Erzbischofs von Köln kam.

## Das kurkölnische Amt Liedberg

### Sicherung der landesherrlichen Macht
Im Bemühen, die erzbischöfliche Macht zu festigen und die Gerichtsrechte an vielen Orten zu erhalten, kam es vom 13. bis zum 15. Jahrhundert in den Grenzbereichen bei bestehenden unklaren Rechts- und Grenzverhältnissen häufig zu Besitz- und Kompetenzstreitigkeiten mit den angrenzenden Herrschaften. Die Teilung der Herrschaft Liedberg machte es auf Dauer unmöglich, die entfernt liegenden Gerichtsbezirke mit den Hochgerichtsrechten der Herrschaft Liedberg beim Amte Liedberg zu halten. Auch die Grenzen der großen Wald- und Bruchgebiete waren nicht festgelegt und führten auch innerhalb des Amtes in den Dingstühlen zu Streitigkeiten.
Die Zugehörigkeit des Amtes Liedberg zum Erzstift war nach 1267 wegen der vom Grafen Wilhelm IV. von Jülich erhobenen Ansprüche gefährdet. Erzbischof Engelbert II., der in einer Fehde in Gefangenschaft geriet, trat nach seiner Freilassung 1271 das Amt Liedberg an den Grafen ab. Nachdem dieser 1278 in Aachen ermordet worden war, gaben seine Frau, Gräfin Ricarda von Jülich, und ihre Söhne im Frieden von Pingsheim Liedberg an Erzbischof Siegfried von Westerburg zurück. Mehrmals erhoben die Nachkommen des Grafen Wilhelms IV. von Jülich Ansprüche auf Burg und Amt Liedberg. Bei der Aussöhnung 1291 blieb das Amt beim Erzstift. In einem weiteren Schiedsspruch wurden 1299 erneut die Rechte der Kölner Kirche bestätigt. Wegen der 1299 vereinbarten, jedoch nicht gezahlten Summe von 5000 Mark an die Jülicher Grafen wurde 1331 entschieden: Graf Gerhard von Jülich hatte zwei Jahre Anspruch auf den Rheinzoll in Bonn; Burg und Amt Liedberg dienten als Pfand. Wenn die Summe gezahlt war, gingen die Pfänder wieder in den Besitz des Erzbischofs zurück. Für die Zeit der Pfandschaft leistete der Amtmann dem Erzbischof und dem Grafen den Treueid.

### Amtsbereich
Zum Amt Liedberg gehörten neun Gerichtsbezirke (Dingstühle), die oft aus mehreren Honnschaften bestanden.
- Liedberg
- Giesenkirchen
- Frimmersdorf mit Gürath
- Gustorf mit Gindorf
- Holzheim
- Kaarst
- Kleinenbroich die gräfliche Bank genannt, obwohl die Herren von Dyck bereits im 15. Jahrhundert alle Rechte verloren hatten.
- Schiefbahn
- Kehn

Frimmersdorf und Gustorf gehörten zur Grafschaft Hochstaden, die Erzbischof Konrad von Hochstaden 1246 von seinem Bruder erhalten und dem Erzstift geschenkt hatte. Das ursprünglich selbstständige Amt Hochstaden wurde vor 1321 dem Amte Liedberg eingegliedert.
Die beiden Dingstühle Schiefbahn (bis 1608 Unterbroich genannt) und Kehn bildeten ein Gericht. Es tagte in Weinhaus zu Anrath, von dem einige Häuser auf Liedberger Gebiet standen, die übrigen gehörten zur Herrschaft Neersen.
Unterherrschaften waren:
- Horst mit Schelsen und Pesch (seit 1639)
- Zoppenbroich[5]

Zudem erwarb Erzbischof Walram von Jülich, um die Lehnsbindung an das Erzstift zu festigen, gegen Zahlung einer Geldsumme die Offenhausrechte an der allodialen befestigten Haus Horst. Die übrigen Burgen, deren Besitzer ihr Allodialgut aufgegeben hatten, wie Haus Fürth, Haus Raedt, Haus Vorst, Haus Schlickum, Haus Zoppenbroich, Haus Lauvenburg, Stepprather Hof, Burg Steinhausen und Schillingshof waren Burglehn von Liedberg.

### Amtssitz und Verwaltung
Burg Liedberg war Verwaltungsmittelpunkt des Amtes und Sitz des Amtmanns, der als Vertreter des Landesherrn an der Spitze des Amtes stand.
Im 1302 geschlossenen Friedensvertrag zwischen König Albrecht und Erzbischof Wigbold von Holte, in dem Wigbolds Einkünfte aus den Rheinzöllen stark beschnitten wurden, gehörte Burg Liedberg zu den Pfändern, die Erzbischof Wigbold auf die Dauer von fünf Jahren, vom König auf drei Jahre herabgesetzt, als Sicherheit stellen musste. Als der Pfandinhaber Ludolf von Dyck 1306 Erzbischof Heinrich von Virneburg die Herausgabe der Burg verweigerte, nahm dieser sie mit Waffengewalt ein.
Die zur Burg gehörende Siedlung Liedberg war ein mit einer Umwallung geschützter Ort, der 1608 zum Flecken erhoben wurde.
Die Aufgaben und Pflichten des Amtmanns als Vertreter des Landesherrn waren seit der Mitte des 14. Jahrhunderts festgelegt und in der Bestallungsurkunde beschrieben. Der Amtmann verpflichtete sich
- Burg, Amt und Einwohner zu beschützen
- für die Besatzung und Verteidigung der erzbischöflichen Burg Sorge zu tragen
- die Rechte der Bewohner zu achten und nur erforderliche Dienste anzuordnen
- die Straßen zu schützen und Missetäter festzunehmen
- die landesherrlichen Steuern einzuziehen
- von den Gerichtsstrafen nur den ihm zustehenden Anteil zu nehmen.

Der Kellner hatte die Aufsicht über die landesherrlichen Güter, verwaltete die landesherrlichen Einkünfte an Naturalien und Steuern wie Schatzgeld und Bede, er war verantwortlich für den Unterhalt des Burgpersonals sowie die Instandhaltung der Gebäude. Er erstellte jährlich ein Register der landesherrlichen Einkünfte und Unkosten.

### Gericht
Die Hochgerichtsrechte im Amte Liedberg waren im Gericht Liedberg zusammengezogen, das die Nieder- und Hochgerichtsbarkeit besaß.
Mitte des 14. Jahrhunderts wurde der Gerichtsvorsitz des Amtmanns aufgegeben. Stand Amtmann Gerhard von Bilstein 1340 noch dem Gericht vor, so saßen 1355 Amtmann und Vogt (Richter) zusammen dem Gericht vor. Danach wird nur der Vogt als Gerichtsvorsitzender genannt, der mit den Schöffen Recht sprach. Ein Gerichtsschreiber und ein Landbote vervollständigten das Gericht. Der Gerichtssitz in Liedberg war 1457 beim ersten Tor des Schlosses, ab 1519 die Stube im neuen Weinhaus, nach der Zerstörung 1673 ein Zimmer im Schloss, das im Winter auch Wohnstube der Vogtsfamilie war.
Beim Herrengeding, auch Hochgeding genannt, das unter dem Vorsitz des Amtmanns oder Vogtes stattfand, waren alle Einwohner der Gerichtsgemeinde versammelt, denen ihr Weistum vorgelesen wurde und auf dem Vergehen angezeigt wurden. Auf dem Herrengeding wurden die von den Honschaften vorgeschlagenen Vorsteher, auch Honnen genannt, vom Amtmann oder Vogt ernannt. Grenzbegehungen wurden nur noch selten durchgeführt.
Die Brüchtenverhöre, die von Amtmann und Vogt vorgenommen wurden, übernahm nach 1654 ein vom Kurfürsten eingesetzter Brüchtenmeister.
Als die Wichtigkeit der Herrengedinge stark abnahm, gewannen die Amtsverhöre für zivile Streitigkeiten an Bedeutung.

### Verpfändungen
Die Kölner Erzbischöfe hatten in kriegerischen Auseinandersetzungen ihren Besitz erweitert und neue Gebiete käuflich erworben. Dadurch waren sie hochverschuldet und benötigten Geldgeber, denen neben Rheinzöllen auch Ämter verpfändet wurden. Burg und Amt Liedberg mit allen Rechten und Einkünften diente häufig als Pfandobjekt.
1344 streckte das Kölner Domkapitel Erzbischof Walram von Jülich zur Bezahlung seiner Schulden die benötigten Gelder vor. Vertraglich wurde festgelegt, dass das Domkapitel die Kontrolle über die Einkünfte der Rheinzölle und die Einkünfte der Ämter Hülchrath und Liedberg zur Schuldentilgung benutzt. Zum Amtmann des dem Domkapitel verpfändeten Amtes Liedberg wurde der Domkanoniker Gerhard von Bilstein eingesetzt.
1388 wurden dem ehemaligen klevischen Amtmann von Linn, Heinrich von Strünkede, dem Erzbischof Friedrich von Saarwerden eine jährliche Rente von 2000 Goldschilden schuldete, diese Rente aus den Einkünften des Amtes Liedberg zugewiesen und Heinrich zum Amtmann von Liedberg bestallt.
Im 15. und 16. Jahrhundert bis 1537 war das Amt Liedberg an Angehörige der Scheiffart von Merode zu Hemmersbach verpfändet, die den Erzbischöfen mehrmals größere Summen vorgestreckt hatten. Unter Erzbischof Dietrich von Moers waren die Schulden auf 19000 Gulden angewachsen. Nach dem Tode des letzten Pfandherrn Johann Scheiffart von Merode weigerte sich seine Witwe, die Ablösung der Schulden anzunehmen mit der Begründung, die Pfandschaft über das Amt Liedberg als Heiratsgut erhalten und in ihre Ehe mit dem Grafen Georg von Limburg-Styrum eingebracht zu haben. Danach blieben Schloss und Amt Liedberg sechs Generationen in der Pfandschaft der Grafen von Limburg-Styrum. Ablöseversuche scheiterten an den immer höher werdenden Forderungen der Limburger. Als 1649 ein Teil der Erben ihren Anteil der Ablösesumme annahm, der andere sich aber weigerte, ließ Kurfürst Ferdinand Schloss Liedberg mit Waffengewalt einnehmen und mit Soldaten aus der Kaiserswerther Garnison besetzen. Die vollständige Einlösung erfolgte erst 1654 unter Kurfürst Maximilian.

## Verwaltung des Amtes durch die Kölner Kurfürsten
Nach Ablösung der Verpfändung 1654 fand im Amt Liedberg eine Neuorganisation statt. Zum Amtmann als Vertreter des Kurfürsten wurde Ferdinand von Hövelich bestallt. Die Amtmänner, oft kurfürstliche Hofbeamte oder in anderen Diensten, wohnten nicht mehr auf ihrem Amtssitz, sondern auf ihrem Schloss. Die Aufgaben des Amtmanns übernahm weitgehend der Amtsverwalter.
Kellner wurde Peter Karden, der die Aufgabe hatte, die Ländereien neu zu verpachten, die landesherrlichen Einkünfte neu zu berechnen und die jährliche Rechnung an die Bonner Hofkammer zu schicken.
Seit 1688 war der Kellner, der auf Schloss Liedberg wohnte, gleichzeitig Richter, häufig auch noch Brüchtenmeister.
Ein Teil der Räume wurde 1654 für Jagdaufenthalte des Kurfürsten eingerichtet.

### Dienste
Die verschiedenen Hand- und Spanndienste waren auf die Dingstühle verteilt. 1654 wurden die Dienste weitgehend aufgehoben. Die Wachtdienste auf der Burg übernahm die Burgbesatzung, die Amtseinwohner waren somit davon vollständig befreit. Die Burgbesatzung, acht Soldaten und ein Wachtmeister, wurden aus Schützengeldern besoldet. Die Wachtdienste in den Orten, zu der die Einwohner verpflichtet waren, entfielen, nachdem sie zu den Aufgaben der Amtsschützen gehörten, die auch aus Schützengeldern bezahlt wurden. Jeder Dingstuhl stellte Schützen, die über landesherrliche Rechte wachten, Verordnungen ausführten und polizeiliche Aufgaben übernahmen. Zusammen mit den Vorstehern der Honschaften und Schöffen versuchten sie, Missetäter zu fangen und ins Gefängnis auf Schloss Liedberg zu bringen. Diese polizeilichen Aufgaben wurden im 18. Jahrhundert von der 1751 durch Kurfürst Clemens August geschaffenen und im gesamten Erzstift eingesetzten Polizei-Husarenkompanie.

## Liste der Amtmänner
Mehrmals wurde das Amt Liedberg mit anderen Ämtern zusammen verwaltet, vor allem mit Hülchrath, doch auch mit Uerdingen und Rheinberg.
- 1297 Rembodo von Budberg zu Uerdingen und Liedberg
- 1310 Johann von Wifleisch
- 1318 Hermann von Buschfeld zu Uerdingen, Liedberg und Rheinberg
- 1321 Wilhelm Rost
- 1329 Arnold von Bachem
- 1334 Daniel Overstolz
- 1335 Tilmann von Lievendahl
- 1344 Gerhard von Bilstein
- 1371 Engelbert von Orsbeck
- 1376 Johann von Schönforst zu Liedberg und Hülchrath[18]
- 1386 Scheiffart von Merode zu Liedberg und Hülchrath[19]
- 1388 Heinrich von Strünkede
- 1390–1414 Scheiffart von Merode der Jüngere zu Liedberg, der mehrere Ämter innehatte; 1390 Liedberg und Hülchrath[20] 1403 Liedberg und Brühl[21] 1411 Liedberg, Brühl und Hülchrath, 1413 nur Liedberg[22]
- 1415 Johann V. Scheiffart von Merode († 1451), Sohn Scheiffarts des Jüngeren
- 1456 Werner Scheiffart von Merode
- 1467 Nikolaus (Claes) Scheiffart von Merode († kurz nach 1467), Bastard-Bruder des Heinrich II. und des Werner Scheiffart von Merode[23]
- 1480 Werner Scheiffart von Merode († 1509)[23]
- 1509–1537 Johann VI. Scheiffart von Merode († 1537) zu Liedberg und Hülchrath
- 1540 Georg von Limburg-Styrum; Anspruch erhob auch Werner Scheiffart von Merode († 1553), Sohn Johanns VI. Scheiffart von Merode[24]
- 1560 Hermann Georg von Limburg-Styrum
- 1585 Jobst von Limburg-Styrum
- 1603 Erich von Limburg-Styrum
- 1630 Bernd Albrecht zu Limburg-Styrum
- 1641 Hermann Otto von Limburg-Styrum
- 1649 Erich Adolf von Limburg-Styrum
- 1654 Ferdinand von Hövelich
- 1680 Ferdinand Rost von Wers
- 1712 Max Heinrich Rost von Wers
- 1741 Karl Otto Ludwig Theodat von und zu Gymnich
- 1786 Clemens August Ferdinand von Gymnich[25]